# ノースチャールストン駅
ノースチャールストン駅（英語：North Charleston Station）は、サウスカロライナ州ノースチャールストン ゲイナー・アヴェニュー4565にある駅。 全米各地を結ぶ旅客鉄道のアムトラックが乗り入れている。

## 概要
美しいラインと最小限の装飾によって特徴付けられる、当時人気のミッドセンチュリーモダンなデザインを反映している駅舎は1956年に、アトランティック・コースト・ライン鉄道（ACL）の駅としてパーク・サークルの近くに建設され、開業した。1997年以来、ノースチャールストン市や地域の交通事業者はアムトラック、チャールストンエリア地域交通局（CARTA）と都市間バスやタクシーを提供するため、新しい一貫輸送ハブを建設する議論をしてきた。一貫輸送施設は現在の駅舎に隣接して位置し、待合室、チャールストン地域交通局（CARTA）とアムトラックのための執務室やコミュニティルームなどがある。ノースチャールストン市は費用を1,400万ドルと見込み、約1,300平方メートルの面積の施設は2017年にオープンする予定である。

## 利用可能な鉄道路線／列車
アムトラックの停車する列車は下記の通り。
ニューヨークとマイアミ間の夜行長距離列車シルバー・メティオ号…1日1往復停車
ニューヨークとサバンナ間の昼行長距離列車パルメット号…1日1往復停車

## バス
当駅から乗車できるバスは以下の通り。
路線バス：チャールストンエリア地域交通局 (Charleston Area Regional Transportation Authority) ルート 10